# N.O.R.E. y la Familia...Ya Tú Sabe
N.O.R.E. y la Familia...Ya Tú Sabe è il quarto album solista del rapper statunitense N.O.R.E., pubblicato il 18 luglio del 2006, secondo e ultimo disco distribuito ufficialmente dalla neonata (e fallita nello stesso anno) Roc-La-Familia, etichetta fondata da Jay-Z e filiale della Roc-A-Fella. Partecipano all'album Fat Joe, Nina Sky, Daddy Yankee, Ivy Queen, Pharrell Williams, Don Omar e Ja Rule: secondo il critico di Allmusic David Jeffries, l'elevato numero di ospiti rende questo lavoro come «una festa ospitata da N.O.R.E. più che un suo album.»
Il disco, tra i primi a unire hip hop e reggaeton, come rimarcato dallo stesso artista all'interno dell'album («E questa è la prima volta che questo è stato mai fatto, perché non c'è mai stato / un rapper che abbia fatto un album reggaeton e lui è un veterano»), sostituisce l'annunciato e poi abbandonato album 1 Fan a Day.

## Ricezione
| Recensione     | Giudizio |
| -------------- | -------- |
| AllMusic       | [ 1 ]    |
| RapReviews.com | [ 2 ]    |
| Vibe           | [ 3 ]    |

David Jeffries di Allmusic apprezza la produzione di SPK (che registra e missa i brani anche quando non è il produttore ufficiale), il lavoro di N.O.R.E. e la sua netta svolta di carriera verso temi più reggaeton: «la Familia è un thug party audace che infrange molte regole e non si sente mai artificioso o tutt'altro che ispirato.» Dello stesso pensiero Steve Juon di RapReviews, anch'egli apprezza il cambiamento di rotta di N.O.R.E. verso il reggaeton – poiché, sempre secondo Juon, «non è mai stato il miglior paroliere [...] e ciò lo rendeva una superstar» – e scrive: «c'è da chiedersi quanti dei suoi fan [...] resteranno delusi pensando di aver comprato un album di Daddy Yankee per sbaglio.»

## Tracce
1. Intro – 3:49
2. Soy un Gangsta (featuring Big Mato, Tru-Life & Veneno) – 4:14 (musica: SPK)
3. Más Maíz (featuring Nina Sky, Big Mato, La Negra of LDA, Fat Joe, Lumidee, Chingo Bling & Lil Rob) – 4:34 (musica: SPK)
4. Y Voy (featuring Divino) – 3:42 (musica: SPK)
5. Bailar Conmigo (featuring Big Mato, Don Omar & Diddy) – 4:11 (musica: SPK & Doble A)
6. Skit (featuring Stef Lakallejera) – 1:46
7. Tráfico (featuring Veneno) – 3:11 (musica: Monserrate & DJ Urba)
8. Vente Mami (featuring Pharrell & Zion) – 3:32 (musica: Luny Tunes)
9. Tienes a Otra (featuring Ivy Queen & Big Mato) – 2:56 (musica: Rafy Mercenario)
10. Dímelo (featuring Daddy Yankee) – 4:14 (musica: SPK, Echo and Menace)
11. Hablar de Amor (featuring Frankie Negrón) – 4:28 (musica: SPK)
12. Big It Up (featuring T.O.K. & Big Mato) – 4:11 (musica: SPK)
13. P'alla Yo Voy (featuring Yaga & Mackie) – 3:45 (musica: SPK)
14. Cuchi (featuring Big Mato & Ja Rule) – 3:32 (musica: SPK)
15. Oye Mi Canto (featuring Nina Sky, Gem Star, Daddy Yankee & Big Mato) – 4:01 (musica: 15)
16. Reggaetón Latino (Chosen Few Remix) (featuring Don Omar, Fat Joe & LDA) – 4:50 (musica: Eliel)
17. Go In (featuring Final Chapter) – 3:09 (musica: Oz and Rique the Deacon)

Durata totale: 64:05

## Classifiche
| Classifica (2006)   | Posizione massima |
| ------------------- | ----------------- |
| Stati Uniti         | 82                |
| US Top Latin Albums | 2                 |
| US Top Rap Albums   | 8                 |